# Cephalodella decidua
Cephalodella decidua är en hjuldjursart som beskrevs av Rodewald 1935. Cephalodella decidua ingår i släktet Cephalodella och familjen Notommatidae. Inga underarter finns listade i Catalogue of Life.